# Origne
 Origne  (en occitano Aurinha) es una población y comuna francesa, situada en la región de Aquitania, departamento de Gironda, en el distrito de Langon y cantón de Saint-Symphorien.

## Demografía
| 102 | 86 | 57 | 80 | 112 | 125 |
| Para los censos de 1962 a 1999 la población legal corresponde a la población sin duplicidades (Fuente: INSEE [Consultar]) |    |    |    |     |     |